# Braveheart (soundtrack)
Braveheart is de originele soundtrack, gecomponeerd en gedirigeerd door James Horner voor de film Braveheart uit 1995 van Mel Gibson. Het album werd uitgebracht op 23 mei 1995 door Decca Records en London Records.
De partituur werd uitgevoerd door het London Symphony Orchestra en Choristers of Westminster Abbey, met koordirigent Martin Neary. De muziek werd opgenomen en gemixt in de Abbey Road Studios in Londen, met geluidstechnicus Shawn Murphy.

## Tracklijst
| 1.                 | Main Title                              | 2:51 |
| 2.                 | A Gift of a Thistle                     | 1:38 |
| 3.                 | Wallace Courts Murron                   | 4:25 |
| 4.                 | The Secret Wedding                      | 6:33 |
| 5.                 | Attack on Murron                        | 3:00 |
| 6.                 | Revenge                                 | 6:24 |
| 7.                 | Murron's Burial                         | 2:14 |
| 8.                 | Making Plans / Gathering the Clans      | 1:52 |
| 9.                 | 'Sons of Scotland'                      | 6:20 |
| 10.                | The Battle of Stirling                  | 5:57 |
| 11.                | For the Love of a Princess              | 4:07 |
| 12.                | Falkirk                                 | 4:04 |
| 13.                | Betrayal & Desolation                   | 7:48 |
| 14.                | Mornay's Dream                          | 1:16 |
| 15.                | The Legend Spreads                      | 1:09 |
| 16.                | The Princess Pleads for Wallace's Life  | 3:38 |
| 17.                | 'Freedom' / The Execution / Bannockburn | 7:24 |
| 18.                | End Credits                             | 7:15 |
| Totale duur: 77:55 |                                         |      |

## Personeel
- Tony Hinnegan – quena en whistle
- James Horner – keyboard
- Mike Taylor – bodhrán en whistle

## Hitnoteringen

### NPO Klassiek Filmmuziek Top 200
| Braveheart in de NPO Klassiek Filmmuziek Top 200 | Braveheart in de NPO Klassiek Filmmuziek Top 200 | Braveheart in de NPO Klassiek Filmmuziek Top 200 | Braveheart in de NPO Klassiek Filmmuziek Top 200 | Braveheart in de NPO Klassiek Filmmuziek Top 200 | Braveheart in de NPO Klassiek Filmmuziek Top 200 |
| Jaar                                             | 2019                                             | 2022                                             | 2023                                             | 2024                                             | 2025                                             |
| ------------------------------------------------ | ------------------------------------------------ | ------------------------------------------------ | ------------------------------------------------ | ------------------------------------------------ | ------------------------------------------------ |
| Positie                                          | 36                                               | 46                                               | 48                                               | 54                                               | 62                                               |

## Prijzen en nominaties
| Jaar | Prijs                   | Categorie                            | Genomineerde(n) | Uitslag     |
| ---- | ----------------------- | ------------------------------------ | --------------- | ----------- |
| 1996 | Academy Awards (Oscars) | Best Original Dramatic Score         | James Horner    | Genomineerd |
| 1996 | BAFTA Awards            | Best Film Music                      | James Horner    | Genomineerd |
| 1996 | Golden Globe Awards     | Best Original Score – Motion Picture | James Horner    | Genomineerd |